# Muros de Nalón
Muros de Nalón település Spanyolországban, Asztúria autonóm közösségben. Muros de Nalón Cudillero, Pravia és Soto del Barco községekkel határos. Lakosainak száma 1942 fő (2024).

## Népesség
A település népessége az utóbbi években az alábbiak szerint változott:
| Lakosok száma | 2263 | 2076 | 1987 | 1970 | 1911 | 1880 | 1858 | 1871 | 1963 | 1942 |
|               | 2001 | 2004 | 2007 | 2009 | 2012 | 2014 | 2017 | 2019 | 2022 | 2024 |